# Mount Hoegh
Mount Hoegh är ett berg i Antarktis. Det ligger i Västantarktis. Argentina, Chile och Storbritannien gör anspråk på området. Toppen på Mount Hoegh är 890 meter över havet, eller 472 meter över den omgivande terrängen. Bredden vid basen är 3,5 km.
Terrängen runt Mount Hoegh är varierad. Havet är nära Hoegh åt nordväst. Trakten är glest befolkad. Närmaste befolkade plats är Gonzalez Videla Station, 3,9 kilometer väster om Hoegh. 